# فيكتور أوبينا
فيكتو نسوفور أوبينا Victor Nsofor Obinna، من مواليد 25 مارس 1987 في جوس في نيجيريا، لاعب كرة قدم نيجيري.
بدأ مسيرته الكروية مع نادي بلاتيو يونايتد في عام 2003، وفي عام 2004 انتقل إلى نادي كوارا يونايتد، وفي عام 2005 انتقل إلى نادي إنييمبا، ومنذ عام 2005 وهو يلعب مع نادي كييفو فيرونا الإيطالي.
يلعب مع منتخب نيجيريا لكرة القدم.

## روابط خارجية
- فيكتور أوبينا على موقع الاتحاد الدولي (مؤرشف)  (الإنجليزية)
- فيكتور أوبينا على موقع إي إس بي إن إف سي (الإنجليزية)
- فيكتور أوبينا على موقع قاعدة بيانات كرة القدم.إي يو (الإنجليزية)
- فيكتور أوبينا على موقع ناشيونال فوتبول تيمز (الإنجليزية)
- فيكتور أوبينا على موقع Soccerbase.com (لاعب) (الإنجليزية)
- فيكتور أوبينا على موقع Soccerway.com (الإنجليزية)
- فيكتور أوبينا على موقع عالم كرة القدم.نت (الإنجليزية)
- فيكتور أوبينا على موقع كووورة
- فيكتور أوبينا على موقع أوليمبيديا (الإنجليزية)
- فيكتور أوبينا على موقع AS.com (الإسبانية)